# Hyophila mattogrossensis
Hyophila mattogrossensis är en bladmossart som beskrevs av Brotherus 1900. Hyophila mattogrossensis ingår i släktet Hyophila och familjen Pottiaceae. Inga underarter finns listade i Catalogue of Life.